# Stefan Ilsanker
Stefan Ilsanker (n. 18 maig 1989 a Hallein) és un futbolista professional austríac que juga com a migcampista per l'Eintracht Frankfurt. Ilsanker va representar el seu país en el Campionat europeu sub-19 de 2007.

## Clubs
Ilsanker va començar la seva carrera en l'equip de juvenils de 1. Halleiner SK sota els tres pals, però aviat va canviar al centre del camp. El 2005 va signar amb Red Bull Salzburg, on va jugar a l'equip Red Bull Juniors.
El 4 d'abril de 2009, Ilsanker va ser cridat al primer banc de l'equip per un partit de lliga. El seu primer joc pel Red Bull Salzburg va ser un partit de copa nacional el 15 d'agost de 2009. El 25 d'agost de 2009, va jugar el seu primer partit internacional del Red Bull Salzburg en el partit de classificació de la Lliga de Campions davant del Maccabi Haifa.
Al final de la temporada 2009–10 Ilsanker va firmar amb el SV Mattersburg. El 2012 va tornar al Red Bull Salzburg. Mentrestant ell és un habitual de la selecció de partida del club. El 26 de febrer, va anunciar el club, que el seu contracte es va estendre fins al 2018.

## Honors
- Lliga austríaca: 2013–14, 2014–15
- Copa d'Àustria: 2013–14

## Curiositats
Stefan Ilsanker és el fill de Herbert Ilsanker, entrenador de porters del FC Red Bull Salzburg.

## Enllaços externs

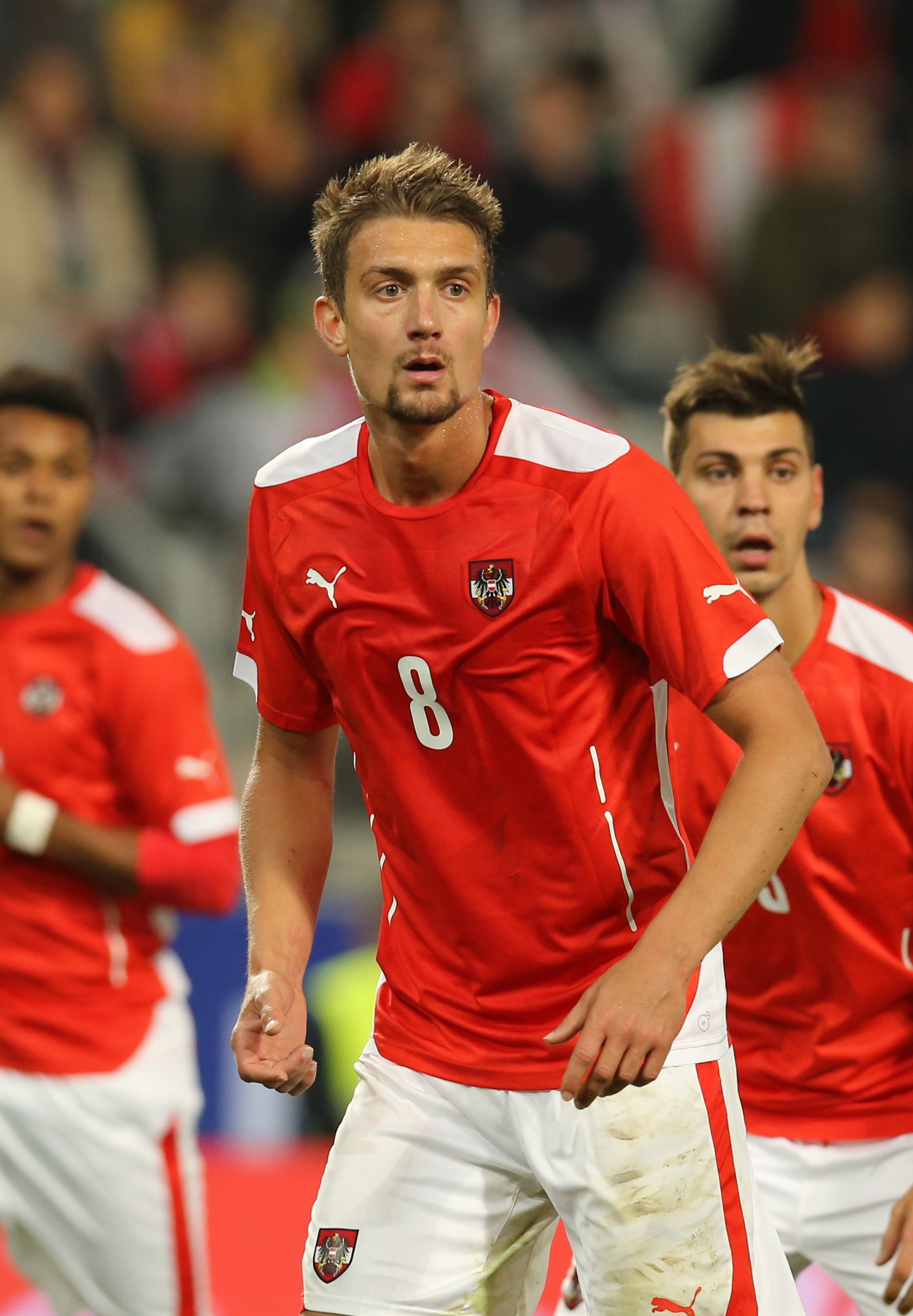
Stefan Ilsanker en un partit amb la selecció austríaca.